# 国鉄210形蒸気機関車
210形は、かつて日本国有鉄道の前身である鉄道院に在籍したタンク式蒸気機関車である。

## 概要
元は徳島鉄道が、開業用としてアメリカ合衆国のピッツバーグ社から3両（1898年製。製造番号1779 - 1781）を導入した車軸配置2-4-2(1B1)、2気筒単式の飽和式小型タンク機関車である。車軸配置2-6-2(1C1)の3400形とは系列設計で、類似した外観を持っている。
徳島鉄道では、甲1形（1 - 3）と称したが、1906年（明治39年）の国有化を経て、1909年（明治42年）に210形（210 - 212）に改称された。
本形式は、国有化後も徳島線で使用されたが、少数形式を優先して淘汰するという鉄道院の方針により、1915年（大正4年）4月に212が小野田鉄道に、210, 211は美祢軽便鉄道に払下げられた。1920年（大正9年）には、美祢軽便鉄道が国有化されたため、再び国有鉄道籍となったが、直ちに除籍され、2両とも小野田鉄道に払下げられており、一時的にではあるが、同鉄道に3両全機が揃うこととなった。
その後、212は同年宇部鉄道に、210は1931年（昭和6年）2月に三岐鉄道に譲渡された。小野田鉄道に残った211は1937年（昭和12年）5月に、宇部鉄道の212も1938年（昭和13年）11月に廃車され、211は翌1939年（昭和14年）に浅野造船所に譲渡され、13に改番された後、太平洋戦争後間もなく廃車となった。
三岐鉄道の210は、1938年4月にブローカーの手に渡り、日本曹達泉工場を経て、1940年（昭和15年）、小名浜臨港鉄道に譲渡されている。同機は1944年（昭和19年）にB271に改称後、1952年（昭和27年）に廃車となった。

## 主要諸元
- 全長 : 7,909mm
- 全高 : 3,400mm
- 軌間 : 1,067mm
- 車軸配置 : 2-4-2(1B1)
- 動輪直径 : 1,092mm
- 弁装置 : スチーブンソン式アメリカ型
- シリンダー（直径×行程） : 305mm×406mm
- ボイラー圧力 : 9.8kg/cm2
- 火格子面積 : 0.73m2
- 全伝熱面積 : 40.4m2
  - 煙管蒸発伝熱面積 : 35.7m2
  - 火室蒸発伝熱面積 : 4.7m2
- 小煙管（直径×長サ×数） : 44.5mm×2261mm×113本
- 機関車運転整備重量 : 27.28t
- 機関車空車重量 : 24.42t
- 機関車動輪上重量（運転整備時） : 19.00t
- 機関車動輪軸重（最大・第2動輪上） : 10.36t
- 水タンク容量 : 4.08m3
- 燃料積載量 : 1.07t
- 機関車性能
  - シリンダ引張力（0.85P）：2,880kg
- ブレーキ装置：手ブレーキ、蒸気ブレーキ